# Kenneth Sivertsen (Skirennläufer)
Kenneth Sivertsen (* 31. August 1973 in Narvik) ist ein ehemaliger norwegischer Skirennläufer. Er startete vorwiegend in den Disziplinen Abfahrt und Super-G sowie im Riesenslalom.

## Biografie
Erste internationale Erfahrungen sammelte Sivertsen bei den Juniorenweltmeisterschaften 1991 und 1992. Am 13. Januar 1995 bestritt er sein erstes Weltcuprennen in der anspruchsvollen Abfahrt auf der Streif in Kitzbühel. Die ersten Weltcuppunkte gewann er drei Tage später mit Rang 23 im Super-G am selben Ort. Die Saison 1995/96 begann für den Norweger mit dem überraschend guten neunten Platz in der Abfahrt von Vail. Dieses Resultat konnte er aber lange Zeit nicht wiederholen, auch bei den Weltmeisterschaften 1996 und 1997 kam er nicht über einen 25. Rang hinaus. Im Europacup hingegen gelang ihm beim Super-G in der spanischen Sierra Nevada am 20. Februar 1998 sein erster Sieg und im zweiten Super-G am selben Tag belegte er Rang zwei. Damit kam er im Endklassement auf den dritten Rang im Super-G. Erst in der Saison 1998/99 konnte Sivertsen im Weltcup wieder dreimal unter die besten zehn fahren und erreichte bei den Weltmeisterschaften den elften Platz im Super-G sowie den zwölften in der Abfahrt. Auch in der Saison 1999/2000 erreichte er dreimal die Top 10.
Die Weltcupsaison 2000/01 war für Sivertsen die erfolgreichste: Am 3. Dezember feierte er im Super-G von Beaver Creek mit Rang drei seinen ersten Podestplatz und konnte dieses Ergebnis zu Saisonende in der Abfahrt von Åre wiederholen. Bei den Weltmeisterschaften in St. Anton gelang ihm aber nur ein 20. Platz im Super-G, in Abfahrt und Riesenslalom fiel er aus. In der Saison 2001/02 konnte er nicht an die guten Vorjahresergebnisse anschließen und erreichte nur einmal die Top 10. Bei den Olympischen Winterspielen 2002 war sein bestes Ergebnis Rang 19 im Super-G. In der Saison 2002/03 fuhr er zweimal unter die besten 20, ehe er am 29. Dezember in der Abfahrt von Bormio stürzte und die Saison beenden musste. 2003/04 erreichte er nur noch einmal die Punkteränge, am 10. Januar 2004 fuhr er sein letztes Rennen.
Insgesamt bestritt Sivertsen in zehn Weltcupsaisonen 139 Rennen (76 Abfahrten, 41 Super-Gs, 21 Riesenslaloms und einen Slalom), kam zwölfmal unter die besten zehn und zweimal auf das Podest. Außerdem nahm er einmal an Olympischen Spielen und viermal an Weltmeisterschaften teil.

## Sportliche Erfolge

### Olympische Winterspiele
- Salt Lake City 2002: 19. Super-G, 20. Riesenslalom, 25. Abfahrt

### Weltmeisterschaften
- Sierra Nevada 1996: 25. Abfahrt
- Sestriere 1997: 30. Super-G, 32. Abfahrt
- Beaver Creek 1999: 11. Super-G, 12. Abfahrt
- St. Anton 2001: 20. Super-G

### Juniorenweltmeisterschaften
- Geilo 1991: 30. Slalom, 31. Abfahrt
- Maribor 1992: 13. Abfahrt, 17. Riesenslalom, 25. Slalom

### Weltcup
- Zwei Podestplätze und weitere zehn Platzierungen unter den besten zehn

### Europacup
- Saison 1997/98: 3. Super-G-Wertung
- Insgesamt 2 Podestplätze, davon 1 Sieg (Super-G in der Sierra Nevada am 20. Februar 1998)

### Norwegische Meisterschaften
- Zweifacher norwegischer Meister (Kombination 1996 und Abfahrt 1999)